# إيلاريو أنطونيازي
إيلاريو أنطونيازي (بالإيطالية: Ilario Antoniazzi)‏ ولد في 23 أفريل 1948 ببلدة راي بمدينة سان باولو دي بيافي.هو كاهن إيطالي من الكنيسة الكاثوليكية الرومانية. هو ثاني رئيس لأساقفة تونس منذ 2013.

## السيرة الذاتية
بعد إنهاء دراسته بالمعهد التبشيري  Saint-Pie-X d’Odierzo في إيطاليا. درس إيلاريو ببيت جالا القريبة من بيت لحم.
عيّن كاهن بالمقدس في 24 جوان 1972 من قبل بطريرك Giacomo Giuseppe Beltritti.و في نفس اليوم عيّن مارون لحامكاهنا .
عيّن نائب لكاهن زرقاء الجنوبية بالأردن ، قبل أن يعيّن كاهنا بالفحيص في 1975

## وصلات خارجية
- « Benoît XVI nomme Mgr Ilario Antoniazzi, nouvel archevêque de Tunis », Leader, 23 février 2013
- (بالإنجليزية) Parcours de Ilario Antoniazzi sur Catholic Hierarchy